# Pirates!
Pirates! (títol original en anglès, The Pirates! In an Adventure with Scientists! i també The Pirates! Band of Misfits) és una pel·lícula animada d'aventures de 2012 estrenada en 3D i coproduïda pels estudis britànics Aardman Animations i la Sony Pictures Animation. Any 1837: El Capità Pirata, inexpert en les maneres dels pirates, lidera un grup de pirates amateurs en l'intent de fer-se un nom a alta mar.

## Argument

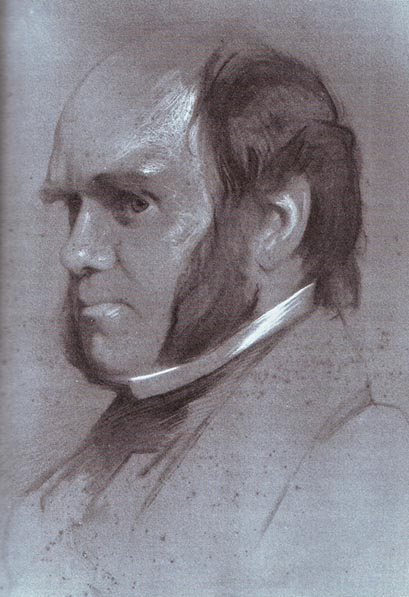
Charles Darwin, el naturalista anglès, interpreta un rol important en la pel·lícula; amb una història alterna d'un fragment de la seva vida.

La història comença en el Londres de 1800 amb la Reina Victòria i l'Almirall Cuthbert Collingwood que mostren el seu odi als pirates i el seu desig d'exterminar-los.
El Capità Pirata és un home barbut inexpert en l'ideal dels pirates, que lidera una tripulació d'homes similars a ell, que mai havien robat tresors reals, ja que eren aficionats. Per demostrar ser el millor, el Capità s'inscriu en els Premis al Pirata de l'Any, només per descobrir que els seus rivals Black Bellamy i Cutlass Liz ho  tenien tot a favor. Tot i deprimit per la posició dels seus rivals, s'inscriu. El capità decideix demostrar el seu valor robant or, només per deprimir-se més: en vuit vaixells que va prendre per assalt, cap tenia or. No obstant això, veuen un navili, el Beagle, on només capturen a Charles Darwin (interpretat per David Tennant). En entrar aquest en el vaixell, descobreix que el pirata tenia a l'últim exemplar de l'extint dodo, que el pirata va confondre amb un lloro i havia anomenat Polly. Darwin prega que li lliuri el dodo per poder presentar-lo en la reunió en la qual es decidirà el «Científic de l'Any» en la Reial Societat a Anglaterra. Malgrat que número 2, un dels mariners, li prega no confiar en ell decideix partir cap a Londres, a pesar que la Reina Victòria del Regne Unit amenaça als pirates de mort.
Darwin volia el dodo per guanyar-se l'amor de la Reina Victòria. A casa del científic, són rebuts per un ximpanzé entrenat de nom Senyor Babau, que entrena per robar a Polly. Després d'un intent frustrat, el Capità decideix amagar-lo i presentar-lo ell mateix disfressant-se de científic. En la cerimònia, el pirata mostra el dodo davant els científics, però només obté un petit trofeu, una col·lecció de llibres i l'oportunitat de conèixer a la Reina Victòria. La reina els rep, però en el diàleg d'agraïment revela per error la seva identitat, per la qual cosa decideixen tallar-li el cap. Darwin convenç a la reina de perdonar la seva vida a canvi de capturar l'au. La reina perdona al pirata i es retiren.
Una vegada fora, Darwin convenç al Capità de brindar per la seva salvació, deixant a la seva tropa abandonada. Després de la celebració, el Capità revela que va amagar el dodo en la seva espessa barba. Darwin i el Senyor Babau aconsegueixen treure-li l'au, la qual cosa provoca una segona persecució que els porta a la Torre de Londres, on la reina els esperava. Després d'expulsar a Darwin i al seu ximpanzé, la Reina Victòria li proposa un tracte: tot l'or del seu amagatall secret a canvi de l'au. Després, el Capità torna al vaixell, i amaga l'intercanvi de Polly i la seva no presencia amb l'excusa del cansament de l'au. Tota la tripulació decideix anar als Premis del Pirata de l'Any.
El seu gran botí li atorga el premi sobre els seus rivals, però Black Bellamy revela el perdó atorgat per la reina, per la qual cosa anul·len la seva victòria, li treuen el premi i li confisquen els seus accessoris de pirata. En sortir del recinte, els tripulants es consolen per tenir encara a Polly, però el Capità els revela que va canviar al dodo pels diners. Tota la tripulació l'abandona. Capità decideix tornar a Londres solament per vendre roba de nadó (un pla alternatiu de vida), tanmateix decideix anar després a visitar a Polly, suposadament en el zoològic reial. No obstant això, es troba a un deprimit Darwin, qui li revela que la Reina Victòria no volia a l'animal per conservar-lo, sinó que forma part d'un club on líders mundials degusten animals exòtics i rars. Capità allista Darwin i roben un dirigible per anar a rescatar a Polly. El Senyor Babau es queda enrere i procedeix a robar un bot amb el qual parteix darrere d'ells.
A bord del QV1, el Capità i Darwin aconsegueixen entrar fins a la cuina, i el  Capità és confós amb un xef. El  Capità salva al dodo, però la Reina els descobreix i intenta matar-los, encara que són salvats a temps per la tripulació, que havien estat avisats pel senyor Babau. En un intent d'un cop final de la reina, aquesta cau en un magatzem de pols de fornejat per un impacte d'un barril de vinagre, la qual cosa provoca una reacció violenta que enfonsa al vaixell. La reina escapa en el dirigible, però condemna al Capità i l'amenaça d'anar amb ell. Això alegra a la tripulació.
Amb la seva reputació com a pirata restaurada i pels núvols, el Capità descobreix que demanen per ell cent mil doblers. Aconsegueix guanyar el Premi del Pirata de l'Any, la qual cosa eleva la seva autoestima i com a favor, deixen a Darwin a les Illes Galápagos, on troba a l'amor de la seva vida. El senyor Babau acaba unint-se a la tripulació com a membre de ple dret.

## Repartiment
| Personatge                     | Veu en anglès   | Veu en català         |
| ------------------------------ | --------------- | --------------------- |
| Capità Pirata                  | Hugh Grant      | Pep Anton Muñoz       |
| Charles Darwin                 | David Tennant   | Albert Trifol Segarra |
| Reina Victòria                 | Imelda Staunton | Desconegut            |
| Pirata amb bufanda             | Martin Freemann | Desconegut            |
| Bellamy Negre                  | Jeremy Piven    | Luis Posada           |
| Liz cop de sabre               | Salma Hayek     | Alicia Laorden        |
| Pota de Pal Hastings           | Lenny Henry     | Desconegut            |
| Pirata amb gota                | Brendan Gleeson | Desconegut            |
| Pirata albí                    | Russell Tovey   | Miquel Bonet          |
| Pirata que li agraden els gats | Ben Whitehead   | Alfonso Vallés        |
| Pirata de corbes sorprenents   | Ashley Jensen   | Desconegut            |
| Rei Pirata                     | Brian Blessed   | Gerard Piqué          |